# Акиба Рубинщайн
Аки́ба Ки́велевич Рубинща̀йн (също Акива Рубинштейн; 1 декември 1880, Стависки – 14 март 1961, Антверпен) е полски шахматист, гросмайстор, един от най-великите шахматни стратези за всички времена.

## Биография
Акиба Рубинщайн е роден 1 декември 1880 в Стависки, Колненски окръг, Ломжинска губерния, като най-малкото от 14 деца в еврейско семейство. Баща му, Кива Рубинщайн, е равин, починал от скоротечна туберкулоза 8 месеца преди раждането на сина си, а майка му (Рива-Рейзл Рубинщайн, по баща Дененберг) го дава за възпитание на родителите си в Бялисток (дядото на Акиба – Аарон Дененберг – е бил търговец на дървен материал).
След завършване на училище, роднините изпращат Акиба в Бялисток, за да учи за меламед. На 14-годишна възраст той първо наблюдава как двама съученици играят шах. След това взима учебника по шахматната игра на Йозеф Лейб Зосниц на еврейски език „Схок ха-шах“ (Шахматна игра, 1880) и внимателно го изучава.
До Първата световна война Рубинщайн е считан за главен съперник на Емануил Ласкер в борбата за званието „световен шампион“. Обаче след войната неговата игра не се отличава със стабилност: след гръмките успехи следват не по-малко гръмки провали. Но като цяло малко от неговите съвременници могат да се похвалят с толкова успешна турнирна практика: Рубинщайн 8 пъти взима първи награди на международни турнири: Остенде (1907, заедно с Бернщайн), Карлсбад (1907), Петроград (1909, заедно с Ласкер), Сан Себастиян (1912), Пищани (1912), Бреслау (1912, заедно с Дурас), Виена (1922), Мариенбад (1925, заедно с Нимцович). Спечелва много мачове: срещу Салве (Лодз, 1907, +3 −1 =4), Маршал (Варшава, 1908, +4 −3 =1), Тейхман (Виена, 1908, +3 −2 =1), Мизес (Берлин, 1909, +5 −3 =2), Шлехтер (Берлин, 1918, +2 −1 =3), Боголюбов (Стокхолм, 1920, +5 −4 =3). В началото на 1930-те години. Рубинщайн начело на отбора на Полша спечелва злато (1930) и сребро (1931) на шахматни олимпиади. С особена тежест е неговият принос към отборния актив през 1930 г. – на първа дъска той спечелва 13 и завършва наравно 4 партии (без загуба).
Много дебютни схеми, разработени от Рубинщайн (в Дамски гамбит, Защита Нимцович, Френска защита, Сицилианска защита, Английско начало, Дебют на четирите коня и др.), в пълна степен са запазили своята актуалност.
С изключително изкуство Рубинщайн е разигравал окончания, особено топовни – най-трудните за реализиране предимства. Савелий Тартаковер („Омир на шахматната игра“) изрича: „Рубинщайн е топовният завършек на партията, започната от боговете преди хиляда години.“.
Рубинщайн често е бил жертва на своите собствени нерви. Допускал е груби грешки поради претоварване. В сериозни турнири нееднократно е получавал мат в 1 – 2 хода. Въпреки това постигнатите от него резултати доказват блестящата сила на този шахматен талант. Според Рети, партиите на Рубинщайн илюстрират учението на Щайниц „в най-съвършената форма“.
По време на Първата световна война Акиба Рубинщайн е бил изолиран в Полша и не е могъл да участва в турнирите зад граница; след женитбата (1917) живее в Шчечин(Полша). В края на 1919 година той с жена си и едногодишния си син Иона-Яков се премества в Стокхолм, а през 1922 г. – в Берлин. През 1926 г. семейство Рубинщайн се заселва в Антверпен и през 1931 г. се премества в Брюксел.
След 1932 година утежненото психическо заболяване принудило Рубинщайн да изостави продължаването на своята шахматна кариера. Прекарва известно време в психиатричен санаториум в Брюксел, а до 1942 г. живее със семейството си. По време на окупацията на Белгия той бил скрит в санаториум за психично болни (Centre hospitalier Jean Titeca), а след освобождението отново живее със семейството си в Брюксел. След смъртта на съпругата си през 1954 г. и до края на дните си шахматният маестро остава в еврейския дом за възрастни на улица Glacière 31 – 35 в Брюксел. Той умира на 14 март 1961 г. в Антверпен, където старческият дом е евакуиран от Брюксел за времето на ремонта.
Рубинщайн не е напълно забравен от съвременниците си . През 1950 г. той получава титлата „Международен гросмайстор“ (за цялостни заслуги). Понякога колегите му по шах го посещавали.

## Семейство
- Жена (от 30 март 1917 г.) – Геня Рубинщайн (родена Лев; 1893 – 1954), учителка, впоследствие собственик на ресторант [12].
- Синове – Иона (1918 – 1996), електроинженер, играл шахмат и бридж; Соломон (Семи; 1927 – 2002), шахматист и художник-график, шампион на Брюксел (1949 г.) [13][14].

## Резултати от изяви

### Турнири
| Година      | Град              | Турнир                                          | +  | − | =  | Резултат  | Място   |
| ----------- | ----------------- | ----------------------------------------------- | -- | - | -- | --------- | ------- |
| 1903        | Киев              | 3-ти Всерусийски турнир                         | 9  | 5 | 3  | 10½ от 17 | 5       |
| 1905        | Бармен (Вупертал) | Международен турнир (страничен турнир „А“)      | 11 | 2 | 2  | 12 от 15  | 1 – 2   |
| 1905 / 1906 | Санкт-Петербург   | 4-ти Всерусийски турнир                         | 6  | 0 | 8  | 10 от 14  | 2 – 3   |
| 1906        | Остенде           | 2-ри международен турнир                        | 10 | 4 | 8  | 14 от 22  | 3 – 4   |
| 1907        | Остенде           | 3-ти международен турнир (турнир на майсторите) | 14 | 3 | 11 | 19½ от 28 | 1 – 2   |
|             | Карлсбад          | 1-ви международен турнир                        | 12 | 2 | 6  | 15 от 20  | 1       |
|             | Лодз              | 5-и Всерусийски турнир                          | 8  | 1 | 2  | 9 от 11   | 1       |
| 1908        | Виена             | Международен турнир                             | 10 | 3 | 6  | 13 от 19  | 4       |
|             | Прага             | 1-ви международен турнир                        | 8  | 2 | 9  | 12½ от 19 | 4       |
| 1909        | Санкт-Петербург   | Международен турнир                             | 12 | 1 | 5  | 14½ от 18 | 1 – 2   |
| 1911        | Сан Себастиян     | Международен турнир                             | 4  | 0 | 10 | 9 от 14   | 2 – 3   |
|             | Карлсбад          | 2-ри международен турнир                        | 12 | 3 | 10 | 17 от 25  | 2 – 3   |
| 1912        | Сан Себастиян     | Международен турнир                             | 8  | 2 | 9  | 12½ от 19 | 1       |
|             | Пиещяни           | Международен турнир                             | 12 | 1 | 4  | 14 от 17  | 1       |
|             | Бреслау           | Международен турнир                             | 9  | 2 | 6  | 12 от 17  | 1 – 2   |
|             | Вилно             | Всерусийски турнир на майсторите                | 8  | 2 | 8  | 12 от 18  | 1       |
| 1914        | Санкт-Петербург   | Международен турнир                             | 2  | 2 | 6  | 5 от 10   | 6 – 7   |
| 1918        | Берлин            | Четворен турнир                                 | 0  | 2 | 4  | 2 от 6    | 4       |
|             | Берлин            | Четворен турнир                                 | 2  | 0 | 4  | 4 от 6    | 2       |
| 1919        | Стокхолм          | Четворен турнир                                 | 4  | 4 | 4  | 6 от 12   | 2       |
| 1920        | Гьотеборг         | Международен турнир                             | 7  | 2 | 4  | 9 от 13   | 2       |
| 1921        | Хага              | Международен турнир                             | 6  | 2 | 1  | 6½ от 9   | 3       |
| 1922        | Триберг           | Четворен турнир                                 | 7  | 3 | 2  | 8 от 12   | 1       |
|             | Лондон            | Международен турнир                             | 8  | 2 | 5  | 10½ от 15 | 4       |
|             | Хейстингс         | Шесторен турнир                                 | 5  | 1 | 4  | 7 от 10   | 2       |
|             | Теплице-Шенау     | Международен турнир                             | 6  | 3 | 4  | 8 от 13   | 5       |
|             | Виена             | Международен турнир                             | 9  | 0 | 5  | 11½ из 14 | 1       |
| 1923        | Карлсбад          | 3-ти международен турнир                        | 4  | 6 | 7  | 7½ от 17  | 12      |
|             | Моравска Острава  | Международен турнир                             | 2  | 4 | 7  | 5½ от 13  | 10      |
| 1924        | Меран             | Международен турнир                             | 6  | 2 | 5  | 8½ от 13  | 3       |
|             | Берлин            | Четворен турнир                                 | 2  | 1 | 3  | 3½ от 6   | 2       |
| 1925        | Баден-Баден       | Международен турнир                             | 10 | 1 | 9  | 14½ от 20 | 2       |
|             | Марианске Лазне   | Международен турнир                             | 9  | 2 | 4  | 11 от 15  | 1 – 4   |
|             | Бреслау           | Международен турнир                             | 4  | 1 | 6  | 7 от 11   | 3       |
|             | Москва            | Международен турнир                             | 7  | 8 | 5  | 9½ от 20  | 12 – 14 |
| 1926        | Земеринг          | Международен турнир                             | 7  | 4 | 6  | 10 от 17  | 6 – 7   |
|             | Дрезден           | Международен турнир                             | 6  | 2 | 1  | 6½ от 9   | 3       |
|             | Будапеща          | Международен турнир                             | 6  | 3 | 6  | 9 от 15   | 3 – 5   |
|             | Хановер           | Международен турнир                             | 5  | 0 | 2  | 6 от 7    | 2       |
|             | Берлин            | Международен турнир                             | 4  | 1 | 4  | 6 от 9    | 2       |
| 1928        | Кисинген          | Международен турнир                             | 4  | 2 | 5  | 6½ от 11  | 3 – 4   |
|             | Берлин            | Международен турнир                             | 4  | 6 | 2  | 6 от 12   | 5 – 6   |
| 1929        | Карлсбад          | 4-ти Международен турнир                        | 7  | 1 | 13 | 13½ от 21 | 4       |
|             | Будапеща          | Международен турнир                             | 7  | 1 | 5  | 9½ от 13  | 2       |
|             | Рогатска Слатина  | Международен турнир                             | 9  | 1 | 5  | 11½ от 15 | 1       |
| 1930        | Сан Ремо          | Международен турнир                             | 9  | 4 | 2  | 10 от 15  | 3       |
|             | Хамбург           | III Олимпиада, 1-ва дъска                       | 13 | 0 | 4  | 15 от 17  | [ 16 ]  |
| 1931        | Прага             | IV Олимпиада, 1-ва дъска                        | 6  | 7 | 3  | 7½ от 16  |         |

### Мачове
| Година | Град      | Противник    | + | − | = | Резултат |
| ------ | --------- | ------------ | - | - | - | -------- |
| 1908   | Варшава   | Ф. Маршал    | 4 | 3 | 1 | 4½ от 8  |
|        | Виена     | Р. Тейхман   | 3 | 2 | 1 | 3½ от 6  |
| 1909   | Лодз      | Г. Ротлеви   | 8 | 5 | 3 | 9½ от 16 |
|        | Франкфурт | Ж. Мизес     | 5 | 3 | 2 | 6 от 10  |
| 1910   | Варшава   | A. Флямберг  | 4 | 0 | 1 | 4 от 5   |
| 1918   | Берлин    | К. Шлехтер   | 2 | 1 | 3 | 3½ от 6  |
| 1920   | Швеция    | Е. Боголюбов | 5 | 4 | 3 | 6½ от 12 |

## Избрани партии
- Рубинщайн – Лaскeр (1909) 1-0
- Рубинщайн – Кaпабланка (1911) 1-0
- Рубинщайн – Алехин (1911) 1-0
- Алехин – Рубинщайн (1912) 0-1